# Gudsi Osmanov
 (octobre 2024).
Gudsi Osmanov (en azeri : Qüdsi Dursun oğlu Osmanov ; né le 16 février 1966 à Bagratachen, district de Noyemberyan) est un diplomate azerbaïdjanais. Ambassadeur d'Azerbaïdjan en Roumanie (depuis 2023).

## Biographie
Il est diplômé de l'Institut des ingénieurs des transports par eau de Leningrad, de la Faculté de droit de l'Université d'État de Saint-Pétersbourg et de la Faculté des relations internationales de l'Université d'État de Saint-Pétersbourg.
En 2016, il obitent le diplôme en économie à l'Académie diplomatique du Ministère des Affaires étrangères de la FR. Il écrit sa thèse en sciences politiques sur le sujet: « Les relations azerbaïdjano-russes à la fin du XXe et au début du XXIe siècle dans le contexte de la politique mondiale».
En 1984-1987 G.Osmanov fait son service militaire.

## Carrière diplomatique
De 1997 à 2004 G.Osmanov exerce les fonctions du Consul honoraire d'Azerbaïdjan à Saint-Pétersbourg.
Le 16 décembre 2004, il est nommé envoyé extraordinaire et plénipotentiaire du 1er degré.
Du 16 décembre 2004 au 18 avril 2013 G.Osmanov est au poste du Consul général d'Azerbaïdjan à Saint-Pétersbourg. 
Du 18 avril 2013 au 6 septembre 2016 il occupe le poste de l’Ambassadeur adjoint d'Azerbaïdjan auprès de Fédération de Russie.
Le 7 septembre 2016, il obtient le grade diplomatique d'ambassadeur extraordinaire et plénipotentiaire et nommé au poste en Moldavie. Depuis le 9 décembre 2023, Gudsi Osmanov est l’Ambassadeur d'Azerbaïdjan en Roumanie.